# 城南街道 (白山市)
城南街道，是中华人民共和国吉林省白山市浑江区下辖的一个乡镇级行政单位。

## 行政区划
城南街道下辖以下地区：
东苑社区、西苑社区、文良社区、英才社区、平台社区、南岭社区、新苑社区和向阳村。